# MK 7. Zrínyi Miklós Gyalogezred
A Magyar Királyi 7. Zrínyi Miklós Gyalogezred a Magyar Királyi Honvédség Kecskeméten és környékén szervezett szárazföldi katonai szervezete volt 1932-től a második világháború végéig. Az ezred névadója Zrínyi Miklós költő, hadvezér volt.

## Története

### A világháború előtt
A kecskeméti gyalogezred a szegedi 9. Gyalogezred két zászlóaljából lett kialakítva 1932-ben. Az alakulat a kaposvári ezred számát és nevét örökölte, melyet ezután 6. Gyalogezred néven ismertek. A 7/I. zászlóalj állomáshelye Kecskemét, a 7/II. zászlóaljé először Baja és Kiskunhalas, majd 1938. végétől Cegléd lett, míg a 7/III. zászlóalj Kiskunfélegyházán állomásozott. Az ezredparancsnokság a kecskeméti Horthy Miklós Laktanyában nyert elhelyezést.
A gyalogezred előezredének a Császári és Királyi 38. Mollináry Gyalogezredet tekintette, mely kecskeméti gyalogezrednek báró Mollináry Antal volt az ezredtulajdonosa. A 7. gyalogezred a hívójelét is ettől az ezredtől vette át: „Mollináry! Mollináry! Elszaladt a nyúl!”.
Az alakulat első mozgósítására 1938-ban került sor, ekkor a Bécsi döntések során visszakerült felvidéki területeket biztosították Kisdobrony környékén, az V. hadtest keretein belül. Az ezred ikeralakulata ekkor még a 28-as hadrendi számot viselte és határbiztosító feladatokat látott el.
Kárpátalja visszatértekor ismét vonatra szálltak a 7. gyalogezred katonái, de a szolgálataikra nem volt szükség, ezért Debrecenből visszafordultak. Észak-Erdély megszállásában nem vettek részt 1940 májusában, csupán demonstrációs céllal vonultak fel a katonák a román határra, Békéscsaba térségébe. Feladatuk Nagyvárad birtokbavétele lett volna, de a fegyveres konfliktus a második bécsi döntésnek köszönhetően elmaradt.

### A Délvidéken
1941 áprilisában megkezdődött a délvidéki területek visszafoglalása Jugoszláviától. A 7. gyalogezred ekkor a 3. hadsereg kötelékébe tartozott. Először, április 13-án Pacsér faluba vonult be a 7/I. zászlóalj, ahol kisebb fegyveres konfliktusba keveredtek. Később több magyarlakta településen át érkeztek meg Újvidékre. A hadműveletek során csak 8 katona esett el, kecskeméti temetésükön ezrek vettek részt.
Az ikerezred, a 37. gyalogezred is hasonló utat járt be.

### A Don-kanyarban
A Szovjetunió nyugati részeinek német megszállása után a 37. gyalogezred ezredtörzse és a 37/II zászlóalj biztosító feladatokat látott el az ukrán területeken, a 121. gyalogdandár kötelékében 1943 novemberéig. A 7. gyalogezred illetve a 37/I. és a 37/III. zászlóalj a keleti frontra vonult, közel egy hónapos orgoványi gyakorlatozás után, búcsúztatása 1942 június 4-én történt, ahol Kállay Miklós miniszterelnök is mondott beszédet. A kivonulásra júniusban került sor, a Magyar 2. hadsereg kötelékében. Vasúton Rjesica városáig jutottak a honvédek, utána gyalogmenetben haladtak Kurszkig. Gluhov mellett partizánellenes akcióban vett részt a 7. gyalogezred néhány csapata, később ez más helyeken is megismétlődött. Kurszkból végül Isztobnoje, Kraszno Lipje és Novo Szoldatszkoje térségébe értek. Összesen negyven nap alatt tettek meg gyalogmenetben ezer kilométert Urivig.
A Don-kanyarban a 2. magyar hadseregre egy 200 km-es vonal védelmének feladata jutott. A 13. könnyűhadosztály kötelékébe tartozó 7. gyalogezred a tűzkeresztségen augusztus 15-én, a Potudany folyó mellett, Korotojak közelében esett át. A honvédek a harmadik uriv-sztorozsevojei hídfőcsatában, Uriv birtokbavételéért is harcoltak 1942 szeptemberében. Korotojak mellett decemberig tartó állóháború bontakozott ki, majd 1943 január 12-én megindult a szovjet támadás. A sokáig kitartó, a lehetőségekhez képest rendezetten visszavonuló 7. gyalogezred az ostromlott Osztrogozsszkba szorult vissza, innen súlyos veszteségek árán tudtak csak nyugat felé kitörni. Több vélemény szerint is a 13. könnyűhadosztály katonái becsülettel, hősiesen küzdöttek, a vesztes csata lélekölő hatása ellenére. Február 23-24-én érkeztek meg az újjászervezési körletbe, mely Csernics, illetve Szednyev községeket jelentette. A 13. kho. április 27-én indult Korosztyenból, a tífuszos megbetegedések miatt egyelőre csak a szegedi vesztegzár táborba. Végül május hónapban érkezhettek meg szeretteikhez az életben maradt katonák.
Zalavári Pál nyugalmazott ezredes, aki akkor tüzér bemérő-felderítő katona volt, így emlékezett a csatára:"Parancs jött, hogy csak meghalni lehet, egy lépést sem hátra: a 7. gyalogezred hat napig vívta élet-halál harcát, s közben 100 ezer németet sikerült hátravonni. Nekünk, a kecskeméti heteseknek óriási veszteség árán sikerült kitörni."
Jány Gusztáv hírhedt parancsára Hollósy-Kuthy László vezérőrnagy, a 13. kho. parancsnoka felháborodottan így reagált:
"...A 13. könnyű hadosztály csapatai a most lefolyt harcokban az áttörés következtében meghosszabbodott arcvonalát megvédte és tartotta. Visszavonulását csak parancsra hajtotta végre. Fegyvereit csak akkor hagyta ott megsemmisítve, amikor már nem volt mivel elszállítani. Ostrogoshsk-ban körülzáratott. Védőállásait visszavonuló nagyobb csapatrészek mellett is elfoglalta és tartotta. Ostrogoshsk-ből mint a német csapatok véglépcsője parancsra kitört. Az egyenlőtlen és minden tájékozottság nélküli kitörési harcban felmorzsolódott és eddig ismeretlen veszteségeket szenvedett. ... Fentiek alapján kérem annak kivizsgálását, hogy a 13. könnyű hadosztály megtette-e kötelességét, elvesztette-e becsületét és végrehajtotta-e feladatát."
A hősiesen küzdő honvédek közül kiemelkedik vitéz Duska László százados (37/III. zászlóalj), akinek erélyes fellépése nagyban hozzájárult az osztrogozsszki helytálláshoz és a későbbi kitöréshez, illetve Hegedüs Sándor őrvezető (7/II. zászlóalj), aki jobb szeme kilövése után is vissza tudta verni a szovjet támadást, majd karján, combján, hasfalán és mellkasán is megsérült, de vissza tudott térni a századához. Előbbit a Magyar Tiszti Arany Vitézségi éremmel, utóbbit a Magyar Arany Vitézségi Éremmel tüntették ki.
A parancsnokság 1943 őszi felmérése szerint a tisztikar 70%-a, a legénység 60%-a halt hősi halált, sebesült meg vagy esett fogságba. A helytállásáért a 7. gyalogezred államfői zászlószalagot kapott. Az 1942-ben és 1943-ban elhunytak lajstroma közel 780 nevet tartalmaz.

### Magyarország védelmében
A 7. gyalogezred Kárpátalján kapott hegyi kiképzést 1944-ben. Augusztus 25-én foglalta el a helyét a Hunyadi-állásban. Folyamatosan szorultak vissza, előbb a Szent László-állásba, majd az Árpád-vonalba. Szerednye és Munkács mellett október 24. és 28. között a szovjet csapatok felőrölték és bekerítették a 7. gyalogezredet, végül Tormássy-Szávits ezredes megadta magát a szovjeteknek. Néhány honvédnek sikerült nyugatra szöknie és tovább harcolnia, de a többség hadifogságba került. Később megszervezték a 7. magyar pótezredet, mely már csak csekély ellenállást tudott kifejteni a magyar területeken zajló harcokban.

## Szervezeti felépítés

### A 7. gyalogezred parancsnokai
- Vasvári Frigyes ezredes (kivonuló - 1942. október 6.)
- Tormássy-Szávits Sándor alezredes (1942. október 6. - 1943. január 1.)
- Szörényi Árpád alezredes (1943. január 1. - 1943. január 16.)
- Pilisy István alezredes (1943. január 16. - 1943. február 7.)
- Tormássy-Szávits Sándor alezredes (1943. február 7. - végig)

### A 7. gyalogezred szervezeti felépítése
A Don menti hadszíntérre vonuláskor:
- 7/I. zászlóalj (Kecskemét) összesen:30 tiszt 972 fő legénység
  - 7/1. puskás század (5 tiszt 192 fő legénység)
  - 7/2. puskás század (5 tiszt 192 fő legénység)
  - 7/3. puskás század (5 tiszt 192 fő legénység)
  - 7/I. géppuskás század (9 tiszt 323 fő legénység)
- 7/II. zászlóalj (Cegléd) összesen:30 tiszt 972 fő legénység
  - 7/4. puskás század (5 tiszt 192 fő legénység)
  - 7/5. puskás század (5 tiszt 192 fő legénység)
  - 7/6. puskás század (5 tiszt 192 fő legénység)
  - 7/II. géppuskás század (9 tiszt 323 fő legénység)
- 7/III. zászlóalj (Kiskunfélegyháza) összesen:30 tiszt 972 fő legénység
  - 7/7. puskás század (5 tiszt 192 fő legénység)
  - 7/8. puskás század (5 tiszt 192 fő legénység)
  - 7/9. puskás század (5 tiszt 192 fő legénység)
  - 7/III. géppuskás század (9 tiszt 323 fő legénység)
- Ezredközvetlen alakulatok összesen:28 tiszt 1033 fő legénység)
  - 7. árkászszázad (4 tiszt 220 fő legénység)
  - 7. kocsizó géppuskás század (4 tiszt 150 fő legénység)
  - 7. páncéltörő ágyús század (5 tiszt 224 fő legénység)
  - 7. aknavető század (5 tiszt 155 fő legénység)
  - 14/1. kísérő könnyű tábori ágyús üteg (7 tiszt 134 fő legénység)
  - 7. huszár szakasz (1 tiszt 51 fő legénység)
  - 7. kerékpáros szakasz (1 tiszt 49 fő legénység
  - 7. távbeszélő szakasz (1 tiszt 50 fő legénység)

### A 37. gyalogezred szervezeti felépítése
Az ikerezred egységei a Don menti hadszíntérre vonuláskor (a 13. könnyűhadosztályhoz tartozó 31. gyalogezred részeként):
- 37/I. zászlóalj (Kecskemét)
  - 37/1. puskás század
  - 37/2. puskás század
  - 37/3. puskás század
  - 37/I. géppuskás század
- 37/III. zászlóalj (Kiskunfélegyháza)
  - 37/7. puskás század
  - 37/8. puskás század
  - 37/9. puskás század
  - 37/III. géppuskás század

## Létszám
A 7. gyalogezred teljes létszáma körülbelül 4300 fő volt. Egy zászlóalj 30 tisztből és 972 főnyi legénységből állt, a lóállomány 220-225 darab volt. Ezeken belül a puskás századok 5 tisztből és 192 főnyi legénységből álltak, a géppuskás (nehézfegyver) század pedig 9 tisztből és 323 fő legénységből.
Az ezredközvetlen egységek közül az árkászszázad 4 tisztből és 220 közkatonából, a kocsizó géppuskás század 4 tisztből és 150 főnyi legénységből, a páncéltörő ágyús század 5 tisztből és 224 főnyi legénységből, az aknavető század 5 tisztből és 155 főnyi legénységből állt. A kísérő könnyű tábori ágyús üteg 7 tisztet és 134 főnyi legénységet, a huszár szakasz 1 tisztet és 51 főnyi legénységet, a kerékpáros szakasz 1 tisztet és 49 főnyi legénységet, míg a távbeszélő szakasz 1 tisztet és 50 főnyi legénységet tartalmazott.

## Fegyverzet
A puskásszázadok fegyverzete zömében 35 M. ismétlőpuskákból állt, kiegészítve többek között 31 M. ismétlőpuskákkal, a nehézfegyverszakaszoknál 2-2 db 31 M. Solothurn nehézgéppuska és 39 M. 5 cm gránátvető is a fegyverzet része volt. A nehézfegyverszázadok 7/31 M. géppuskákkal, 36 M. Solothurn 20 mm-es páncéltörő ágyúkkal és 36 M. és 36/39 M. 8 cm aknavetőkkel rendelkeztek.
Említést érdemel még, hogy az ezredközvetlen páncéltörő ágyús század 2 db német 38 M. 50 mm-es és 63 db belga 47 mm-es páncéltörő ágyúval rendelkezett. A kísérő tábori ágyús üteg 4 db 5/8 M. 80 mm-es tábori ágyúval harcolt.

## Laktanyák
Az ezredparancsnokság (és később a 13. könnyűhadosztály parancsnoksága is) Kecskeméten a Horthy Miklós laktanyában, a 7/I. zászlóalj a Ferenc József gyalogsági laktanyában nyert elhelyezést. Kiskunfélegyházán a vasútállomás melletti Horthy Miklós laktanyában voltak elszállásolva a katonák. Cegléden a lovassági laktanya kis mérete miatt nem tudta befogadni a honvédeket, ezért a Központi Szállodában, illetve bérelt polgári házakban szállásolták el őket.

## Temetők a Donnál
A Don folyó mellett több helyen is nyugszanak hősi halottak az ezredből vagy a 13. könnyűhadosztályból.
- Uriv északi részén nyugszanak a 7/I. zászlóalj 1942. szeptember 9-i támadásban elhunyt katonái.
- Boldirevka faluban több száz, egykor a 13. könnyűhadosztályban szolgáló honvéd nyugszik, akik Urivnál vesztették életüket.
- Jezdocsnaja falutól északkeletre nyugszanak a 7/III. zászlóalj katonái, akik 1942. augusztusában haltak hősi halált.
- Korotojak nyugati részén az 1942 augusztusi hídfőcsaták áldozatai vannak eltemetve.
- Kolbino központjától nem messze nyugszik 64 katona a 7. gyalogezredből, akik az averino-gyevicai harcok során estek el.

## Emlékmű
2006 szeptember 17-én felavatták a kecskeméti Deák téren a második világháborúban hősi halált halt kecskeméti katonák emlékművét, mely Bíró Lajos tervei alapján készült. A mészkő kompozíció két oszlop közötti félig leomlott falból, előtte egy oltárra emelt rohamsisakból áll, alatta felirat "A Hazáért". Kétoldalt a következő feliratok olvashatók: "M.Kir. Zrínyi Miklós 7. Honvéd Gyalogezred 7/I. Zászlóalj 37/I.zászlóalj" illetve "M.Kir. Losonczy István 13. Honvéd Tüzérosztály 13. Tábori Tüzérezred V. Gépvontatású Tarackos Tüzérüteg".